# Littleton (Virginia Occidental)
Littleton es un lugar designado por el censo ubicado en el condado de Wetzel en el estado estadounidense de Virginia Occidental. En el Censo de 2010 tenía una población de 198 habitantes y una densidad poblacional de 114,1 personas por km².

## Geografía
Littleton se encuentra ubicado en las coordenadas 39°42′20″N 80°30′57″O / 39.70556, -80.51583. Según la Oficina del Censo de los Estados Unidos, Littleton tiene una superficie total de 1.74 km², de la cual 1.7 km² corresponden a tierra firme y (2.09%) 0.04 km² es agua.

## Demografía
Según el censo de 2010, había 198 personas residiendo en Littleton. La densidad de población era de 114,1 hab./km². De los 198 habitantes, Littleton estaba compuesto por el 100% blancos, el 0% eran afroamericanos, el 0% eran amerindios, el 0% eran asiáticos, el 0% eran isleños del Pacífico, el 0% eran de otras razas y el 0% pertenecían a dos o más razas. Del total de la población el 1.52% eran hispanos o latinos de cualquier raza.